# Anthurium jenmanii
Anthurium jenmanii är en kallaväxtart som beskrevs av Adolf Engler. Anthurium jenmanii ingår i släktet Anthurium och familjen kallaväxter. Inga underarter finns listade.